# Morti nel 1810
| Questa pagina contiene informazioni ricavate automaticamente dalle voci biografiche con l'ausilio del template Bio e di un bot. L'aggiornamento è periodico e automatico e ricostruisce completamente la pagina. Se manca una persona in questa lista, sei pregato di non aggiungerla, ma accertati piuttosto che la sua voce biografica contenga il template Bio e che i dati anagrafici siano correttamente compilati. Se il template Bio manca, inseriscilo tu stesso o, in alternativa, metti l'avviso {{tmp\|Bio}} che ne segnala la mancanza. Se i dati riportati sono sbagliati, correggi direttamente la voce biografica; le modifiche saranno visibili in questa lista entro pochi giorni. Per chiarimenti vedi il progetto biografie. La lista contiene solo le 164 persone che sono citate nell'enciclopedia e per le quali è stato implementato correttamente il template Bio. Pagina aggiornata al 2 lug 2025. |

## Gennaio(16)
- 3 gennaio - Charles Joseph de Villers, naturalista e entomologo francese (n. 1724)
- 6 gennaio - Bonifacio Da Ponte, vescovo cattolico italiano (n. 1726)
- 7 gennaio - Sergej Fëdorovič Golicyn, generale russo (n. 1749)
- 8 gennaio - Marija Ivanovna Danilova, ballerina russa (n. 1793)
- 13 gennaio - Antonio Manno, pittore italiano (n. 1739)
- 16 gennaio - Ekaterina Romanovna Voroncova, scrittrice russa (n. 1743)
- 18 gennaio - Giovanni Girolamo Calepio, presbitero e saggista italiano (n. 1732)
- 22 gennaio - Mariano Álvarez de Castro, generale spagnolo (n. 1749)
- 23 gennaio - John Hoppner, pittore inglese (n. 1758)
- 23 gennaio - Francesco Piranesi, architetto, incisore e politico italiano (n. 1758)
- 23 gennaio - Johann Wilhelm Ritter, fisico e chimico tedesco (n. 1776)
- 24 gennaio - Giovanni Agostino De Cosmi, pedagogista e filosofo italiano (n. 1726)
- 26 gennaio - Joseph-Aignan Sigaud de Lafond, fisico francese (n. 1730)
- 27 gennaio - Scipione de' Ricci, vescovo cattolico italiano (n. 1741)
- 29 gennaio - Pierre Cacault, pittore e collezionista d'arte francese (n. 1744)
- 29 gennaio - Pedro Domingo Murillo, politico peruviano (n. 1757)

## Febbraio(12)
- 4 febbraio - Fëdor Gordeevič Gordeev, scultore russo (n. 1744)
- 4 febbraio - Franjo Jelačić, generale austriaco (n. 1746)
- 4 febbraio - Francesca Sanna Sulis, stilista e imprenditrice italiana (n. 1716)
- 9 febbraio - Richard Chandler, archeologo e grecista britannico (n. 1738)
- 17 febbraio - Pietro Angelo Stefani, presbitero e letterato italiano (n. 1725)
- 18 febbraio - Abraham-Louis-Rodolphe Ducros, pittore svizzero (n. 1748)
- 20 febbraio - Andreas Hofer, condottiero e guerrigliero austriaco (n. 1767)
- 20 febbraio - Peter Mayr, patriota (n. 1767)
- 22 febbraio - Charles Brockden Brown, scrittore statunitense (n. 1771)
- 24 febbraio - Bernardino Castelli, pittore italiano (n. 1750)
- 24 febbraio - Henry Cavendish, chimico e fisico inglese (n. 1731)
- 28 febbraio - Jacques-André Naigeon, letterato, enciclopedista e editore francese (n. 1738)

## Marzo(15)
- 1º marzo - Abbondio Rezzonico, nobile italiano (n. 1742)
- 2 marzo - Andrea Savaresi, medico, naturalista e mineralogista italiano (n. 1762)
- 7 marzo - Cuthbert Collingwood, I barone Collingwood, ammiraglio britannico (n. 1748)
- 9 marzo - Ozias Humphry, pittore e miniaturista britannico (n. 1742)
- 10 marzo - Daniel Boëthius, filosofo svedese (n. 1751)
- 10 marzo - Augusta Dorotea di Brunswick-Wolfenbüttel, principessa (n. 1749)
- 12 marzo - Jean-François Moulin, generale francese (n. 1752)
- 15 marzo - Lorenzo Benincasa, brigante italiano (n. 1777)
- 15 marzo - Filippo Cavolini, biologo e zoologo italiano (n. 1756)
- 15 marzo - Maria Fëdorovna Lubomirska, principessa polacca (n. 1773)
- 18 marzo - Ernst Ferdinand Klein, giurista tedesco (n. 1744)
- 20 marzo - John Emes, orafo, incisore e pittore britannico (n. 1762)
- 28 marzo - Joseph Dreppe, pittore e incisore belga (n. 1737)
- 30 marzo - James Stopford, II conte di Courtown, politico irlandese (n. 1731)
- 31 marzo - Luigi Antonio Lanzi, gesuita, archeologo e storico dell'arte italiano (n. 1732)

## Aprile(8)
- 3 aprile - Twm o'r Nant, poeta e drammaturgo gallese (n. 1739)
- 8 aprile - Venanzio Rauzzini, cantante castrato e compositore italiano (n. 1746)
- 9 aprile - Alessandro Malaspina, esploratore e navigatore italiano (n. 1754)
- 11 aprile - Jakob Zupan, compositore sloveno (n. 1734)
- 18 aprile - Michelangelo Manicone, naturalista e filosofo italiano (n. 1745)
- 21 aprile - José Antonio González Velázquez, architetto spagnolo
- 28 aprile - Franz Kaspar Lieblein, botanico tedesco (n. 1744)
- 29 aprile - Margarete Luise Schick, soprano tedesca (n. 1773)

## Maggio(10)
- 2 maggio - Jean Guillaume Moitte, scultore francese (n. 1746)
- 8 maggio - Carolina Felicita di Leiningen-Dagsburg, contessa tedesca (n. 1734)
- 9 maggio - Michele Continisio, poeta, storico e vescovo cattolico italiano (n. 1722)
- 9 maggio - Benjamin Lincoln, generale e politico statunitense (n. 1733)
- 14 maggio - Sebastiano de Rosa, vescovo cattolico italiano (n. 1729)
- 20 maggio - Dietrich Ludwig Gustav Karsten, mineralogista tedesco (n. 1768)
- 21 maggio - Cavaliere d'Éon, diplomatico, nobile e agente segreto francese (n. 1728)
- 28 maggio - Cristiano Augusto di Schleswig-Holstein-Sonderburg-Augustenburg, principe danese (n. 1768)
- 29 maggio - François-Urbain Domergue, grammatico e giornalista francese (n. 1745)
- 31 maggio - William Martin, paleontologo e naturalista inglese (n. 1767)

## Giugno(16)
- 3 giugno - Giovanni Battista Bianciardi, fantino italiano (n. 1745)
- 4 giugno - William Windham, politico britannico (n. 1750)
- 7 giugno - Luigi Schiavonetti, incisore italiano (n. 1764)
- 8 giugno - Ferdinando Messia de Prado, astronomo italiano (n. 1757)
- 13 giugno - Johann Gottfried Seume, scrittore tedesco (n. 1763)
- 14 giugno - Tommaso Felloni, fantino italiano (n. 1768)
- 16 giugno - Andrew Robinson Stoney, ufficiale irlandese (n. 1747)
- 17 giugno - Francesco Antonio Bagnato, architetto tedesco (n. 1731)
- 19 giugno - Richard Luke Concanen, religioso e vescovo cattolico irlandese (n. 1747)
- 20 giugno - Hans Axel von Fersen, diplomatico e militare svedese (n. 1755)
- 21 giugno - Giovanni Battista Caprara Montecuccoli, cardinale, arcivescovo cattolico e diplomatico italiano (n. 1733)
- 21 giugno - Filippo Cinque, compositore e clavicembalista italiano
- 21 giugno - Martha White, nobildonna inglese (n. 1739)
- 26 giugno - Louis-Auguste-Philippe d'Affry, militare e politico svizzero (n. 1743)
- 26 giugno - Fratelli Montgolfier, inventore francese (n. 1740)
- 28 giugno - Hendrik de Cort, pittore fiammingo (n. 1742)

## Luglio(4)
- 1º luglio - Paolina d'Arenberg, nobile belga (n. 1774)
- 3 luglio - Bernardino Poggi, fantino italiano (n. 1755)
- 19 luglio - Luisa di Meclemburgo-Strelitz, regina prussiana (n. 1776)
- 27 luglio - Eugenius Johann Christoph Esper, entomologo tedesco (n. 1742)

## Agosto(13)
- 2 agosto - Carlotta Sofia di Sassonia-Coburgo-Saalfeld, nobile tedesca (n. 1731)
- 8 agosto - Guglielmo d'Assia-Philippsthal, nobile (n. 1726)
- 12 agosto - Domenico Forges Davanzati, politico e religioso italiano (n. 1742)
- 13 agosto - Jacques François Menou, generale francese (n. 1750)
- 17 agosto - François Cabarrus, banchiere e politico spagnolo (n. 1752)
- 18 agosto - Charles Pierre Claret de Fleurieu, ufficiale, oceanografo e politico francese (n. 1738)
- 19 agosto - Jérôme-Marie Champion de Cicé, arcivescovo cattolico francese (n. 1735)
- 24 agosto - Francesco Caetani, XI duca di Sermoneta, nobile e mecenate italiano (n. 1738)
- 25 agosto - Giorgio Giovanni Zuccato, generale italiano (n. 1761)
- 26 agosto - Santiago de Liniers, militare, ammiraglio e politico argentino (n. 1753)
- 28 agosto - Filippo Carandini, cardinale italiano (n. 1729)
- 30 agosto - Johann Philipp von Cobenzl, politico e diplomatico austriaco (n. 1741)
- 30 agosto - Baldassarre Odescalchi, III principe Odescalchi, nobile italiano (n. 1748)

## Settembre(13)
- 1º settembre - Francesco Lomonaco, patriota, scrittore e filosofo italiano (n. 1772)
- 4 settembre - Giuseppe Rotella, brigante italiano (n. 1780)
- 6 settembre - Domenico Rizzo, brigante italiano
- 11 settembre - Francis Baring, I baronetto Baring, banchiere inglese (n. 1740)
- 11 settembre - Thomas Byerley, imprenditore britannico (n. 1747)
- 12 settembre - Pietro Marco Zaguri, vescovo cattolico italiano (n. 1738)
- 13 settembre - William Cushing, giudice statunitense (n. 1732)
- 14 settembre - Wilhelm Florentin von Salm-Salm, arcivescovo cattolico tedesco (n. 1745)
- 15 settembre - Alessandro D'Anna, pittore italiano (n. 1746)
- 16 settembre - Franz Friedrich Wilhelm von Fürstenberg, politico e educatore tedesco (n. 1729)
- 19 settembre - Gabriel de Avilés, ufficiale spagnolo (n. 1739)
- 21 settembre - Mir Taqi Mir, poeta indiano (n. 1723)
- 25 settembre - Claude de Thiard de Bissy, generale francese (n. 1721)

## Ottobre(9)
- 4 ottobre - Francesco Girolamo Bocchi, storico e archeologo italiano (n. 1748)
- 6 ottobre - Vincenzo Petagna, botanico, medico e entomologo italiano (n. 1734)
- 13 ottobre - Pedro de Cárdenas y Blancardi, ammiraglio spagnolo (n. 1732)
- 15 ottobre - William Dunbar, naturalista, esploratore e astronomo scozzese (n. 1750)
- 16 ottobre - Nachman di Breslov, teologo e rabbino ucraino (n. 1772)
- 19 ottobre - Jonas Dryander, botanico svedese (n. 1748)
- 19 ottobre - Jean-Georges Noverre, danzatore e coreografo francese (n. 1727)
- 21 ottobre - Franz Teyber, organista e compositore austriaco (n. 1758)
- 30 ottobre - Louis-François-Alexandre de Jarente de Senas d'Orgeval, vescovo cattolico francese (n. 1746)

## Novembre(9)
- 2 novembre - Amelia di Hannover, nobile inglese (n. 1783)
- 2 novembre - Ermanno di Hohenzollern-Hechingen, principe (n. 1751)
- 4 novembre - Frederick Hasselborough, esploratore australiano
- 5 novembre - Filippo Hercolani, IV principe Hercolani, mecenate e scrittore italiano (n. 1736)
- 10 novembre - George Legge, III conte di Dartmouth, politico inglese (n. 1755)
- 11 novembre - Johann Zoffany, pittore tedesco (n. 1733)
- 13 novembre - Maria Giuseppina di Savoia, principessa (n. 1753)
- 25 novembre - Joseph Alvinczy von Berberek, feldmaresciallo austriaco (n. 1735)
- 27 novembre - Francesco Bianchi, compositore italiano (n. 1752)

## Dicembre(12)
- 1º dicembre - Jean Baptiste Treilhard, magistrato, diplomatico e generale francese (n. 1742)
- 2 dicembre - Philipp Otto Runge, pittore tedesco (n. 1777)
- 6 dicembre - John Francis Rigaud, pittore britannico (n. 1742)
- 8 dicembre - Ange-François Fariau, poeta e traduttore francese (n. 1747)
- 10 dicembre - Johann Christian Daniel von Schreber, entomologo e naturalista tedesco (n. 1739)
- 14 dicembre - Cyrus Griffin, politico statunitense (n. 1749)
- 14 dicembre - Baldassarre Orsini, architetto e storico dell'arte italiano (n. 1732)
- 15 dicembre - José de Córdoba y Rojas, militare spagnolo (n. 1774)
- 20 dicembre - Maria Theresia Ahlefeldt, scrittrice, pianista e compositrice tedesca (n. 1755)
- 23 dicembre - William Douglas, IV duca di Queensberry, politico e nobile scozzese (n. 1724)
- 24 dicembre - Giuseppe Vigne di Saint-André, avvocato italiano
- 27 dicembre - Nicolas Marie Songis des Courbons, militare francese (n. 1761)

## Senza giorno specificato(27)
- Andrianampoinimerina, re malgascio
- Manuel Arruda Câmara, medico e botanico brasiliano (n. 1752)
- Serafino Barozzi, pittore italiano
- Michel-Jean Borch, naturalista polacco (n. 1753)
- Paolo Canciani, teologo e giurista italiano (n. 1725)
- Cenaze Hasan Pascià, politico e militare ottomano
- Antoine-Denis Chaudet, scultore francese (n. 1763)
- Anna Davia, cantante lirica italiana (n. 1743)
- Antonio Durazzini, medico e botanico italiano (n. 1740)
- Giuseppe Ferlendis, musicista e compositore italiano (n. 1755)
- Domenico Fischietti, compositore italiano (n. 1725)
- Nicolas-Étienne Framery, compositore, poeta e scrittore francese (n. 1745)
- Giacca Blu, nativo americano (n. 1743)
- Tomás António Gonzaga, poeta portoghese (n. 1744)
- Peter Hagerstein, marinaio, traduttore e militare finlandese (n. 1757)
- George Prideaux Robert Harris, naturalista australiano (n. 1775)
- Francisco Xavier Lampillas, gesuita e critico letterario spagnolo (n. 1731)
- Mathias Albrecht Lotter, incisore e cartografo tedesco (n. 1741)
- Vincenzo Luca, brigante italiano (n. 1782)
- Francesco Moscato, brigante italiano (n. 1774)
- François Péron, naturalista e esploratore francese (n. 1775)
- Angelo Rizzuto, brigante italiano (n. 1771)
- Giuseppe Angelo Saluzzo di Monesiglio, generale e chimico italiano (n. 1734)
- Vincenzo Scrivo, scultore italiano (n. 1750)
- Vincenzo Emanuele Sergio, economista italiano (n. 1740)
- Anton Ferdinand Titz, violinista e compositore tedesco (n. 1742)
- Pietro la Vega, archeologo spagnolo